# Municipio de High Lake
El municipio de High Lake (en inglés: High Lake Township) es un municipio ubicado en el condado de Emmet en el estado estadounidense de Iowa. En el año 2010 tenía una población de 493 habitantes y una densidad poblacional de 5,33 personas por km².

## Geografía
El municipio de High Lake se encuentra ubicado en las coordenadas 43°17′30″N 94°44′52″O / 43.29167, -94.74778. Según la Oficina del Censo de los Estados Unidos, el municipio tiene una superficie total de 92.45 km², de la cual 86,42 km² corresponden a tierra firme y (6,52 %) 6,03 km² es agua.

## Demografía
Según el censo de 2010, había 493 personas residiendo en el municipio de High Lake. La densidad de población era de 5,33 hab./km². De los 493 habitantes, el municipio de High Lake estaba compuesto por el 92,9 % blancos, el 2,43 % eran afroamericanos, el 2,43 % eran amerindios, el 0,2 % eran isleños del Pacífico, el 1,01 % eran de otras razas y el 1,01 % eran de una mezcla de razas. Del total de la población el 4,06 % eran hispanos o latinos de cualquier raza.